# Ferolle Point
Ferolle Point is een kaap in de Canadese provincie Newfoundland en Labrador. De kaap is het westelijkste punt van New Ferolle, een schiereiland aan de noordwestkust van het eiland Newfoundland. Nabij de kaap staat het New Ferolle Peninsula Lighthouse.

## Toponymie
Ferolle Point werd door Baskische walvisvaarders vernoemd naar de Galicische stad Ferrol, alwaar zij overwinterden.

## Geografie
De kaap vormt het noordelijke uiteinde van St. John Bay, een grote baai aan de westkust van het Great Northern Peninsula. Het dichtstbij gelegen dorp is New Ferolle, dat ruim 2,5 km naar het oosten toe ligt.

## Galerij

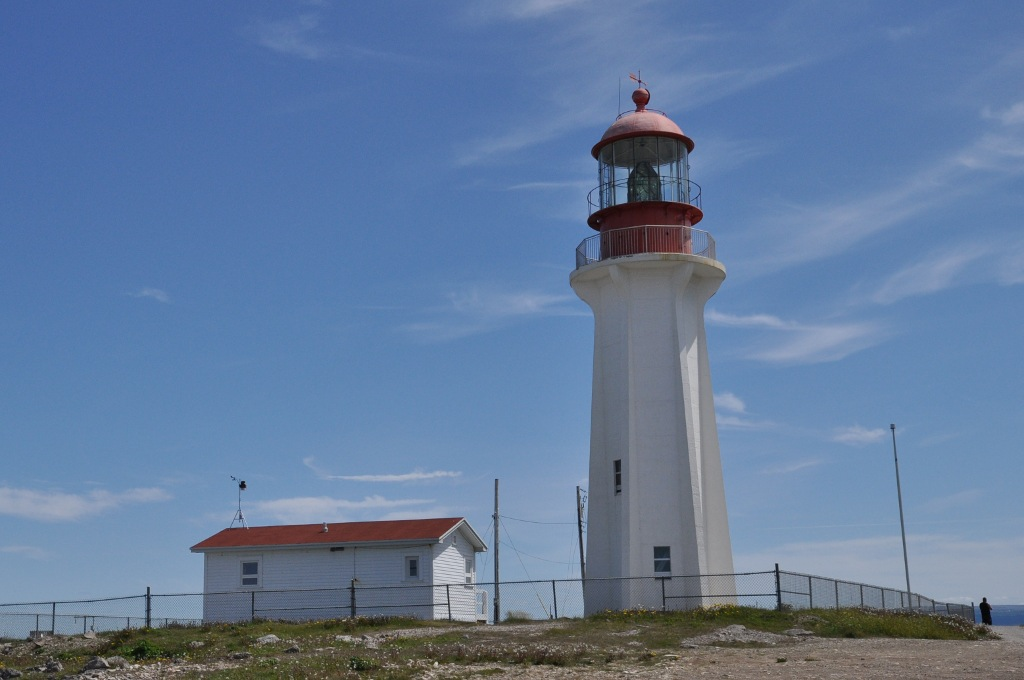
Vuurtoren van Ferolle Point
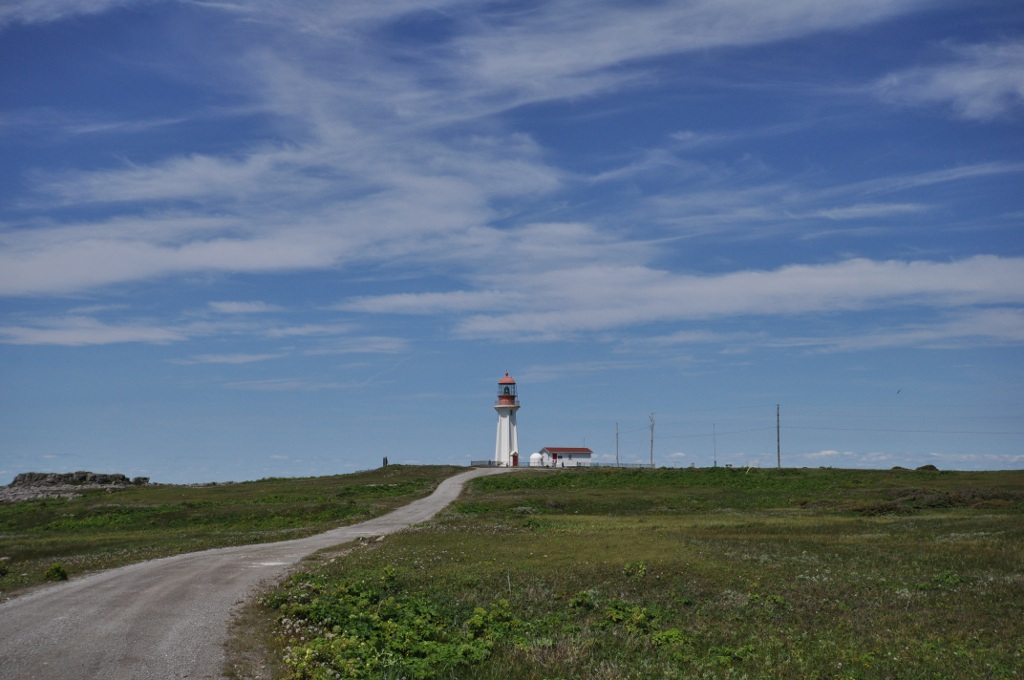
Toegangsweg naar de kaap en vuurtoren